# ATS D7
Chronologie des modèles (1984)
ATS D6 Aucun
L'ATS D7 est la monoplace de Formule 1 engagée par l'écurie allemande ATS dans le cadre du championnat du monde de Formule 1 1984. Elle est pilotée par l'Allemand Manfred Winkelhock, remplacé en fin de saison par l'Autrichien Gerhard Berger.

## Historique
L'ATS D7 est une voiture mieux conçue que sa devancière ; ses pontons s'inspirent de ceux de la McLaren MP4/2 et le moteur BMW permet de toujours qualifier la voiture en course. 
La meilleure qualification est obtenue par Manfred Winkelhock, sixième au Grand Prix de Belgique. Toutefois, la fiabilité est rarement au rendez-vous puisque la D7 ne voit l'arrivée que de quatre Grands Prix (Canada, Dallas, Italie et Portugal). 
Le meilleur résultat de la saison est une sixième place de Gerhard Berger en Italie. Toutefois, le point n'est pas accordé car Berger n'a pas été officialisé comme pilote-titulaire par ATS.
L'écurie ne marque aucun point en championnat du monde et n'est pas classée, de même que ses pilotes.

## Résultats en championnat du monde de Formule 1
| Saison | Écurie   | Moteur     | Pneus    | Pilotes            | Courses | Courses | Courses | Courses | Courses | Courses | Courses | Courses | Courses | Courses | Courses | Courses | Courses | Courses | Courses | Courses | Points inscrits | Classement |
| Saison | Écurie   | Moteur     | Pneus    | Pilotes            | 1       | 2       | 3       | 4       | 5       | 6       | 7       | 8       | 9       | 10      | 11      | 12      | 13      | 14      | 15      | 16      | Points inscrits | Classement |
| ------ | -------- | ---------- | -------- | ------------------ | ------- | ------- | ------- | ------- | ------- | ------- | ------- | ------- | ------- | ------- | ------- | ------- | ------- | ------- | ------- | ------- | --------------- | ---------- |
| 1984   | Team ATS | BMW M12/13 | Goodyear |                    | BRÉ     | AFS     | BEL     | SMR     | FRA     | MON     | CAN     | DET     | DAL     | GBR     | ALL     | AUT     | P-B     | ITA     | EUR     | POR     | 0               | Non classé |
| 1984   | Team ATS | BMW M12/13 | Goodyear | Manfred Winkelhock | Exc.    | Abd     | Abd     | Abd     | Abd     | Abd     | 8e      | Abd     | 8e      | Abd     | Abd     | Np      | Abd     | Np      |         |         | 0               | Non classé |
| 1984   | Team ATS | BMW M12/13 | Goodyear | Gerhard Berger     |         |         |         |         |         |         |         |         |         |         |         | 12e     |         | 6e      | Abd     | 13e     | 0               | Non classé |

Légende : ici 
- Bien que sixième en Italie, Gerhard Berger, engagé sur une seconde monoplace, est inéligible aux points puisque ATS a initialement engagé une seule voiture en championnat du monde.